# Santo Antônio do Leite
Santo Antônio do Leite é um distrito do município brasileiro de Ouro Preto, no interior do estado de Minas Gerais. Segundo o censo demográfico de 2022, realizado pelo Instituto Brasileiro de Geografia e Estatística (IBGE), sua população era de 1 817 habitantes e havia 684 domicílios particulares permanentes ocupados. Possui área de 37,89 km² conforme a Fundação João Pinheiro (FJP). Foi criado pela lei estadual nº 843 de 7 de setembro de 1923.
Dista 25 km da sede do município e 78 km de Belo Horizonte e está a uma altitude média de 1092 metros. A população de Santo Antônio do Leite é distribuída em diversos núcleos adjacentes: Centro (Leite), Catete, Gouveia, Chapada, Passagem e Boa Vista. Há também regiões menos povoadas como Lagoa, Dumbá, Holanda, Madureira e Milho Branco. O clima é o tropical de altitude, razão pela qual as terras do distrito são procuradas para sítios e fazendas. A tranquilidade, a salubridade do clima e da água são possíveis explicações para a longevidade alcançada por muitos habitantes do lugarejo.

## Histórico
Sobre a origem do nome da localidade, existem versões romantizadas, segundo as quais, à época do Império, Oficiais da Tropa Paga de Cachoeira do Campo, cavalgando pela região, passavam pelo local, onde encontravam leite de qualidade nas antigas fazendas da vila. O nome tornou-se popular e a região passou a ser chamada de Leite.
Na verdade, a presença do nome Leite é muito mais de um século anterior ao período imperial: Diogo de Vasconcelos, em sua "História Antiga de Minas Gerais", registra o nome Leite para o arraial quando da Guerra dos Emboabas, reconstituindo a chamada Batalha da Cachoeira, de setembro de 1708, em que os paulistas foram derrotados. Também Eduardo Canabrava Barreiros, em seu "Episódios da Guerra dos Emboabas e sua Geografia" informa que "Deslocando-se do Sabará os Emboabas dirigiram-se a Cachoeira do Campo, e passando pelo Leite atacaram os paulistas no local então conhecido por Jardim", onde fica hoje o Oratório Festivo. E especifica: "Leite, atual Santo Antônio do Leite, distrito do município de Ouro Preto". Pode-se pois dizer que, sendo o arraial do conhecimento dos combatentes de Manuel Nunes Viana, chefe dos Emboabas, a provável formação do arraial tenha se dado em torno de 1700, talvez antes, por ser passagem entre a Cachoeira do Campo e Ouro Branco. A incorporação do hagiomástico "Santo Antônio" ao "Leite" deu-se somente após 1858, quando foi concluída a igreja construída em torno da primitiva capela erguida em homenagem a Santo Antônio de Lisboa, na Praça Juca Geraldo. A nova edificação deveu-se ao grande esforço e dedicação de Antônio Gonçalves do Sacramento, destacado personagem da história local, que levantou os necessários fundos. O teto da igreja ostenta bela pintura alegórica de autoria de Honório Esteves, natural da localidade.
O Almanaque administrativo, civil e industrial da província de Minas Gerais, de 1864, registra o povoado com o nome de Santo Antônio do Arraial do Leite. Tornou-se distrito de Ouro Preto com o nome atual, pela lei nº 843 de 7 de setembro de 1923. Pela lei nº 336 de 27 de dezembro de 1948 passou a se chamar Bárbara Heliodora, mas, após abaixo-assinado firmado pela unanimidade dos moradores, conseguiu-se em 1953 , com projeto aprovado pela Assembleia Legislativa de Minas Gerais e proposto por Carlos Horta Pereira, a edição da lei nº 1.039 de 12 de dezembro de 1953, que restaurou o nome Santo Antônio do Leite, que continua até os dias atuais.
Em 1999 foi aberta a primeira pousada em Santo Antônio do Leite, com o nome de Capricho Asturiano, o que abriu caminho para o desenvolvimento do turismo como uma fonte de renda importante da localidade. O artesanato em prata também se apresenta com destaque no distrito. Iniciado nos anos 80 por artesãos de várias partes do mundo, o trabalho em prata com pedras semipreciosas se desenvolveu e passou a fazer parte da economia local.